# Drepanopterula limaria
Drepanopterula limaria là một loài bướm đêm trong họ Geometridae.